# ニコラス・スワイム
ニコラス・ベンジャミン・スワイム（Nicolas Benjamin Swaim、1977年11月8日 - ）は、北マリアナ諸島の元サッカー選手、サッカー指導者。北マリアナ諸島代表。ポジションはDF、MF。

## 経歴
北マリアナ諸島サッカーリーグのMPユナイテッドFCでディフェンダーとしてプレイしている。
2008年にはサッカー北マリアナ諸島代表として初出場を果たした。また、同年には代表の選手兼任監督を務めた。